# ATC代码 (V20)
ATC代码V20（外科敷料）是解剖学治疗学及化学分类系统的一个药物分组，这是由世界卫生组织药物统计方法整合中心所制定的药品及其它医用产品的官方分类系统。分组V20是V其它的一部分。
兽用代码（ATCvet码）可以在人用ATC代码前加Q字母：QV20等。
国家ATC分类可能包括列表中没有的其它分类，列表为世界卫生组织（WHO）版本。

这是一个空分类。